# Oriküla
Oriküla – wieś w Estonii, w prowincji Parnawa, w gminie Vändra.